# Karluk
Karluk és una concentració de població designada pel cens dels Estats Units a l'estat d'Alaska. Segons el cens del 2000 tenia 27 habitants.

## Demografia
Segons el cens del 2000, Karluk tenia 27 habitants, 9 habitatges, i 7 famílies La densitat de població era de 0,2 habitants/km².
Dels 9 habitatges en un 44,4% hi vivien nens de menys de 18 anys, en un 33,3% hi vivien parelles casades, en un 33,3% dones solteres, i en un 22,2% no eren unitats familiars. En el 22,2% dels habitatges hi vivien persones soles el 22,2% de les quals corresponia a persones de 65 anys o més que vivien soles. El nombre mitjà de persones vivint en cada habitatge era de 3 i el nombre mitjà de persones que vivien en cada família era de 3,43.
Per edats la població es repartia de la següent manera: un 37% tenia menys de 18 anys, un 7,4% entre 18 i 24, un 33,3% entre 25 i 44, un 14,8% de 45 a 60 i un 7,4% 65 anys o més.
L'edat mediana era de 30 anys. Per cada 100 dones hi havia 125 homes. Per cada 100 dones de 18 o més anys hi havia 112,5 homes.
La renda mediana per habitatge era de 19.167 $ i la renda mediana per família de 19.167 $. Els homes tenien una renda mediana de 0 $ mentre que les dones 20.000 $. La renda per capita de la població era de 13.736 $. Cap de les famílies estaven per davall del llindar de pobresa.

## Poblacions més properes
El següent diagrama mostra les poblacions més properes.